# Rex Histrianorum
Rex Histrianorum a fost un rege get din zona Dunării care a domnit în jurul anului 339 î.Hr., menționat de istoricii  antici Trogus Pompeius și Justinus.